# 茨城県道・千葉県道3号つくば野田線

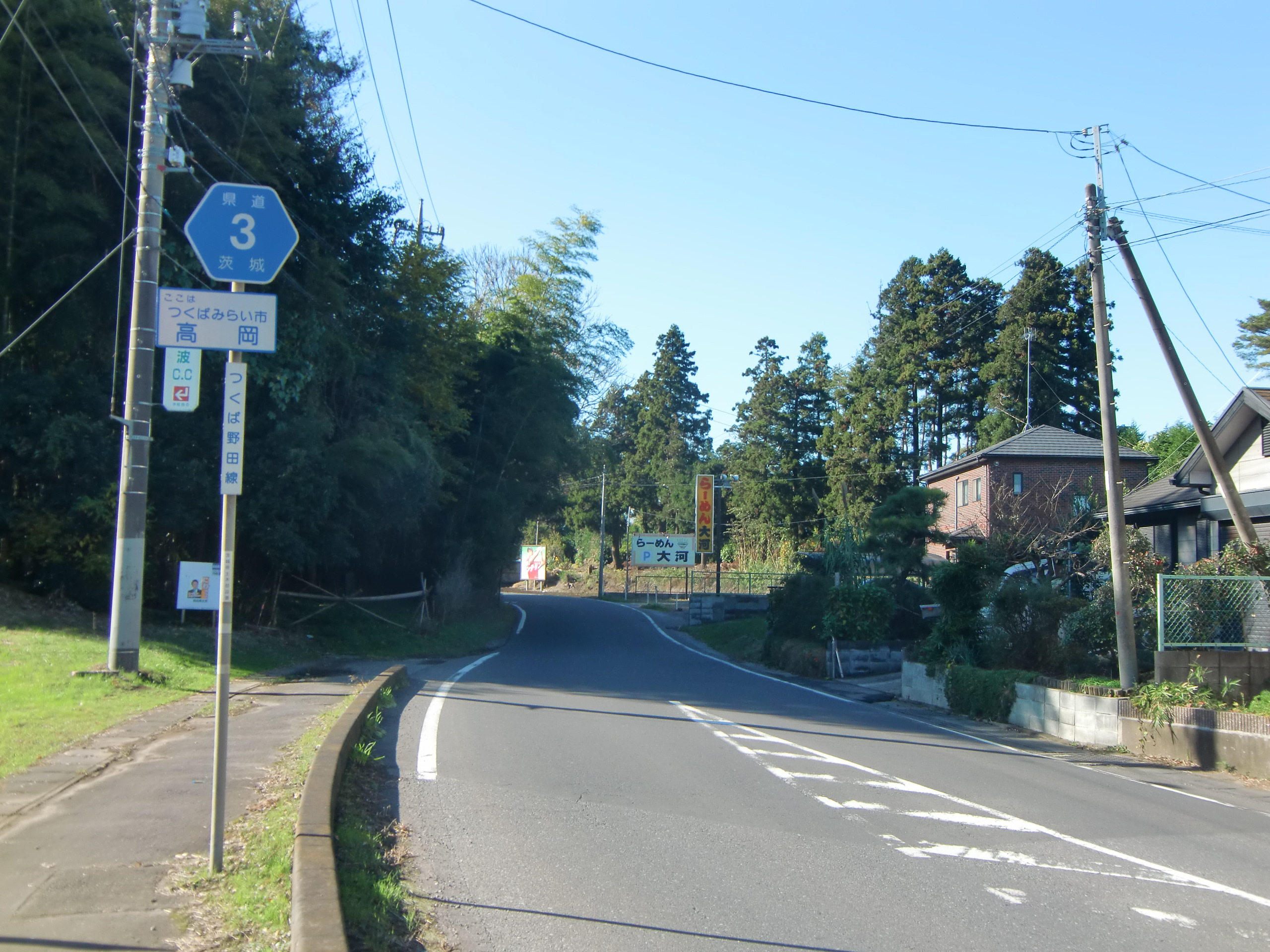
茨城県道3号つくば野田線
つくばみらい市高岡（2011年11月）

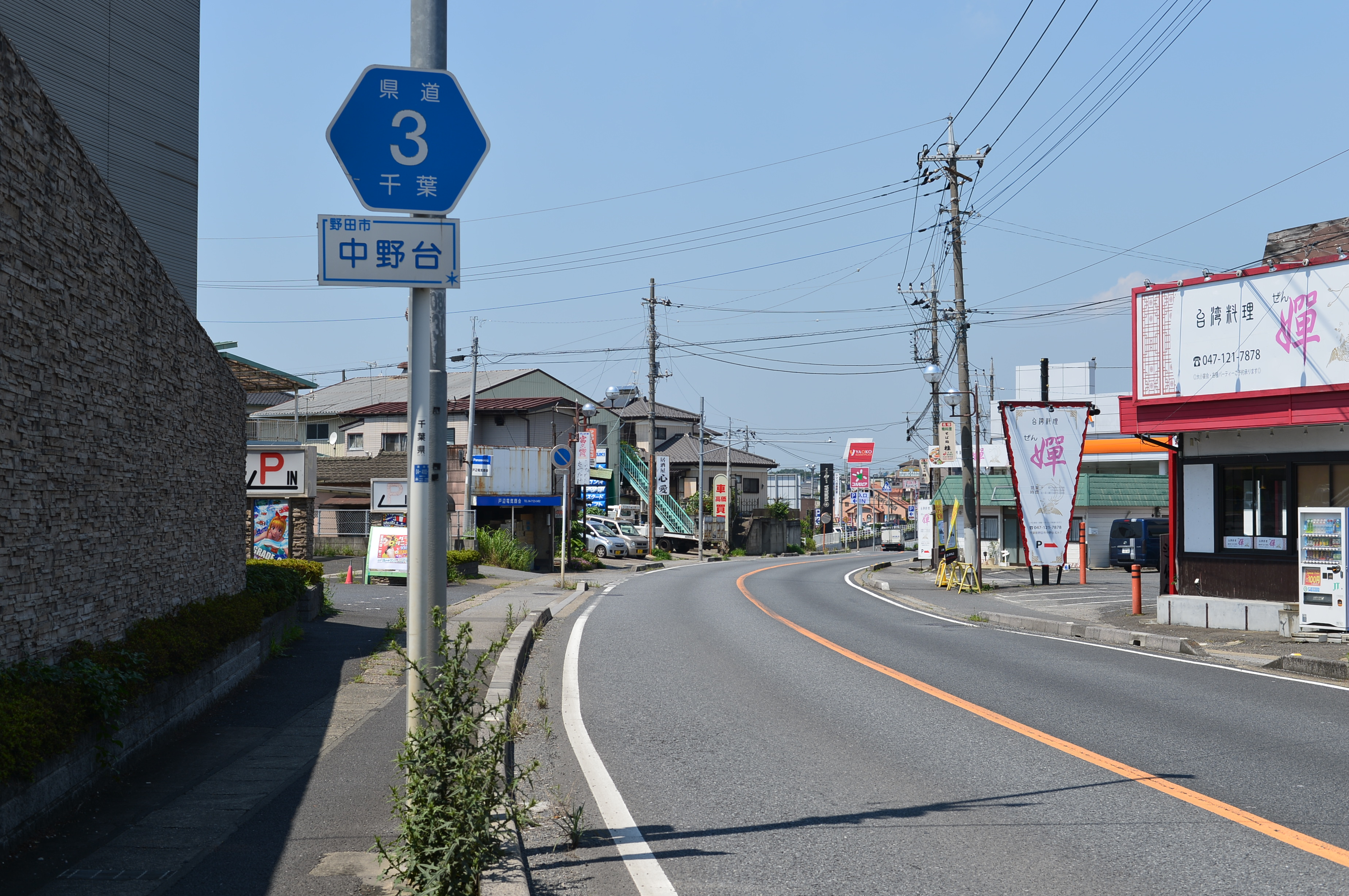
千葉県道3号つくば野田線
野田市中野台（2015年7月）

茨城県道・千葉県道3号つくば野田線（いばらきけんどう・ちばけんどう3ごう つくばのだせん）は、茨城県つくば市から、常総市、坂東市を経て、千葉県野田市に至る県道（主要地方道）である。

## 概要
茨城県つくば市の国道354号との交点である福田坪交差点を起点とし、常総市の菅生南交差点、坂東市の矢作交差点、利根川に架かる芽吹大橋と経て、千葉県野田市の埼玉県道・千葉県道19号越谷野田線との交点である野田橋下交差点を終点とする、東西約27kmの主要地方道である。並行する道路として、北側の国道354号と南側の都市軸道路の中間に位置し、茨城県南地域と千葉県野田市を連絡する重要な幹線道路となっている。
なお、茨城県道3号・千葉県道3号は1982年（昭和57年）まで主要地方道成田牛久線（現・国道408号）で使われていた番号である。

### 路線データ
- 起点：茨城県つくば市大字谷田部字陣屋下2891番3地先[1]（国道354号分岐=福田坪交差点）
- 終点：千葉県野田市 野田橋下交差点
- 総延長：*.* km（茨城県 21.991 km[2]、千葉県 *.* km）
- 重用延長：*.* km（茨城県 0.052 km[2]、千葉県 *.* km）
- 未供用延長：なし（茨城県 0.0 km[2]、千葉県 *.* km）
- 実延長：28.152 km（茨城県 21.939 km[2]、千葉県 6.213 km[3]）
- 自動車交通不能区間延長[注釈 1]：なし（茨城県 0.0 km[2]、千葉県 *.* km）
- Googleマップ（茨城県区間）

## 歴史
1994年（平成6年）4月1日、主要地方道土浦野田線（整理番号10）は、前年に土浦市 - 岩井市間が国道354号に部分昇格されたため、県道取手筑波線（整理番号33）の旧道の一部、県道谷田部小張線（整理番号147）の一部重複区間、県道小張小絹線（整理番号281）、小山菅生小絹停車場線（整理番号282）の一部重複区間、県道土浦野田線（整理番号10）の残存区間（岩井市 - 野田市）を統合して、起点を茨城県つくば市、終点を千葉県野田市とする新たな主要地方道としてつくば野田線（整理番号71）が路線認定された。同時に県道土浦野田線と県道小張小絹線も廃止された。翌1995年（平成7年）の整理番号変更により、整理番号3となる。

### 年表
- 1959年（昭和34年）10月14日：前身にあたる県道小張小絹線（伊奈村小張 - 谷和原村小絹、図面対照番号225）、県道小山菅生小絹停車場線（岩井町小山 - 谷和原村小絹、図面対照番号226）が路線認定される[5]。
- 1993年（平成5年）5月11日：建設省から、県道取手筑波線旧道の一部・県道土浦野田線の一部・県道谷田部小張線の一部・県道小張小絹線・県道小山菅生小絹停車場線の一部がつくば野田線として主要地方道に指定される[6]。
- 1994年（平成6年）4月1日：
  - 茨城県区間において、つくば野田線（整理番号71）として県道路線認定[7]。
  - 道路の区域は、つくば市大字谷田部国道354号分岐から岩井市大字莚打県界までに決定する[1]。
- 1995年（平成7年）3月30日：茨城県区間において、整理番号71から整理番号3に変更[8]。
- 2000年（平成12年）
  - 2月7日：水海道市菅生町字黄金 - 岩井市大字法師戸の迂回路（811 m）を供用開始[9]。
  - 4月1日：筑波郡谷和原村大字小絹 - 岩井市大字筵打の区間が、通行する車両の最大重量限度25トンの道路に指定される[10]。
  - 10月26日：谷原大橋が架け替えられる[11]。
- 2002年（平成14年）12月12日：みらい平駅周辺の土地区画整理事業に伴い、筑波郡伊奈町大字小張 - 谷和原村大字西楢戸の付け替え道路（821 m）を新設する道路区域が決定する[12]。
- 2003年（平成15年）
  - 4月15日：水海道市内守谷町きぬの里1丁目地内の区間（1.355 km）を4車線化供用開始[13]。
  - 11月7日：鬼怒川を渡河する玉台橋（玉台橋東交差点 - 玉台橋西交差点間：547 m）を4車線化供用開始[14]。
- 2004年（平成16年）
  - 3月22日：筑波郡谷和原村大字小絹 - 水海道市菅生町、岩井市大字矢作 - 同市大字筵打の各区間が、通行する車両の高さの最高限度4.1 mの道路に指定される[15]。
  - 6月10日：みらい平駅周辺の土地区画整理事業に伴う、伊奈町大字小張 - 谷和原村大字東楢戸までの付け替え道路が開通[16]。
  - 12月24日：水海道市菅生町字大並 - 同市菅生町字下沼のバイパス（約1.0 km）が開通[17]。
- 2005年（平成17年）
  - 8月4日：みらい平駅周辺の土地区画整理事業に伴い、谷和原村大字東楢戸地内の区間の旧道を除外[18]。
  - 8月6日：みらい平駅周辺の土地区画整理事業に伴い、谷和原村大字東楢戸 - 同村大字西楢戸までの付け替え道路が開通[19]。
- 2006年（平成18年）4月6日
  - 常総市菅生町の区間を、通行する車両の最大限度25トンの道路に指定[20]。
  - つくばみらい市古川 - 同市小絹の区間を、通行する車両の高さの最高限度4.1 mの道路に指定[21]。
- 2008年（平成20年）3月10日：みらい平駅周辺の土地区画整理事業に伴い、つくばみらい市東楢戸 - 同市小張の旧道（計1.03 km）を除外する[22]。
- 2009年（平成21年）10月30日：つくば市飯田地内で、新都市中央通りとの交差点を通過するルートがクランク状に変更される[23]。
- 2010年（平成22年）7月22日：つくばみらい市高岡（高岡交差点） - 同市小張（県道127号）の現道（延長1.942 km）を2車線化拡幅改良する道路工事区域を指定[24]。
- 2012年（平成24年）3月5日：常総市菅生町（飯沼川左岸）の旧道（1.02 km）が指定解除され常総市道へ降格[25]。
- 2016年（平成28年）3月11日：つくば市片田のみどりの南地区内の街路であるバイパス道路（1.194 km）を新たに供用開始[26]。
- 2017年（平成29年）3月31日：つくば市飯田 - 同市花島新田のバイパス道路の一部（255 m）を供用開始[27]。
- 2018年（平成30年）3月26日：つくば市花島新田 - 同市片田（約1.2 km）を供用開始[28]。
- 2022年（令和4年）8月25日：つくばみらい市小絹（国道294号交点 - 玉台橋東：420 m）を4車線化するための道路区域を指定[29]。
- 2024年（令和6年）4月1日：つくば市みどりの南地区内のバイパス道路を、つくばみらい市内の都市軸道路まで890 m延伸する道路を供用開始[30]。

## 路線状況
芽吹大橋周辺では渋滞が慢性化している。この混雑を解消するために下総利根大橋が造られたが、有料道路のため敬遠するドライバーが多く、交通の分散は進んでいない（2020年（令和2年）に無料化）。また、芽吹大橋周辺道路4車線化計画があるが野田市側が難色を示している。
つくばエクスプレスみらい平駅開業に伴う沿線開発により、交通量の増大が見込まれている。みらい平駅付近は拡幅され整備が進み、みらい平付近からつくば市との境（茨城ゴルフ場や常陽ゴルフ場前後）の狭隘区間の拡幅工事も完了し、供用されている。さらにつくばみらい市小張（みらい平駅付近） - つくばみらい市杉下間の道路拡幅と歩道整備の工事が事業中である。
道路法の規定に基づき、茨城県内のつくばみらい市小絹（小絹東交差点） - 坂東市筵内（千葉県界）間は、緊急輸送道路として機能を維持するため、災害発生時の被害拡大防止を目的に道路用地内に電柱を建てることが制限されている。

### 道路施設
- 谷中橋（つくば市谷田部 - 同市飯田）
- 楢戸大橋（常磐自動車道、つくばみらい市紫峰ヶ丘 - つくばみらい市紫峰ヶ丘）
- みどりの橋（常磐自動車道、つくば市みどりの東 - つくば市みどりの中央）
- 四箇村橋（中通川、つくばみらい市東楢戸 - 古川）
- 谷原大橋（小貝川、つくばみらい市鬼長 - 杉下）
- 玉台橋（鬼怒川、つくばみらい市 - 常総市境）
- 芽吹大橋（利根川、茨城県坂東市 - 千葉県野田市県境）

## 地理

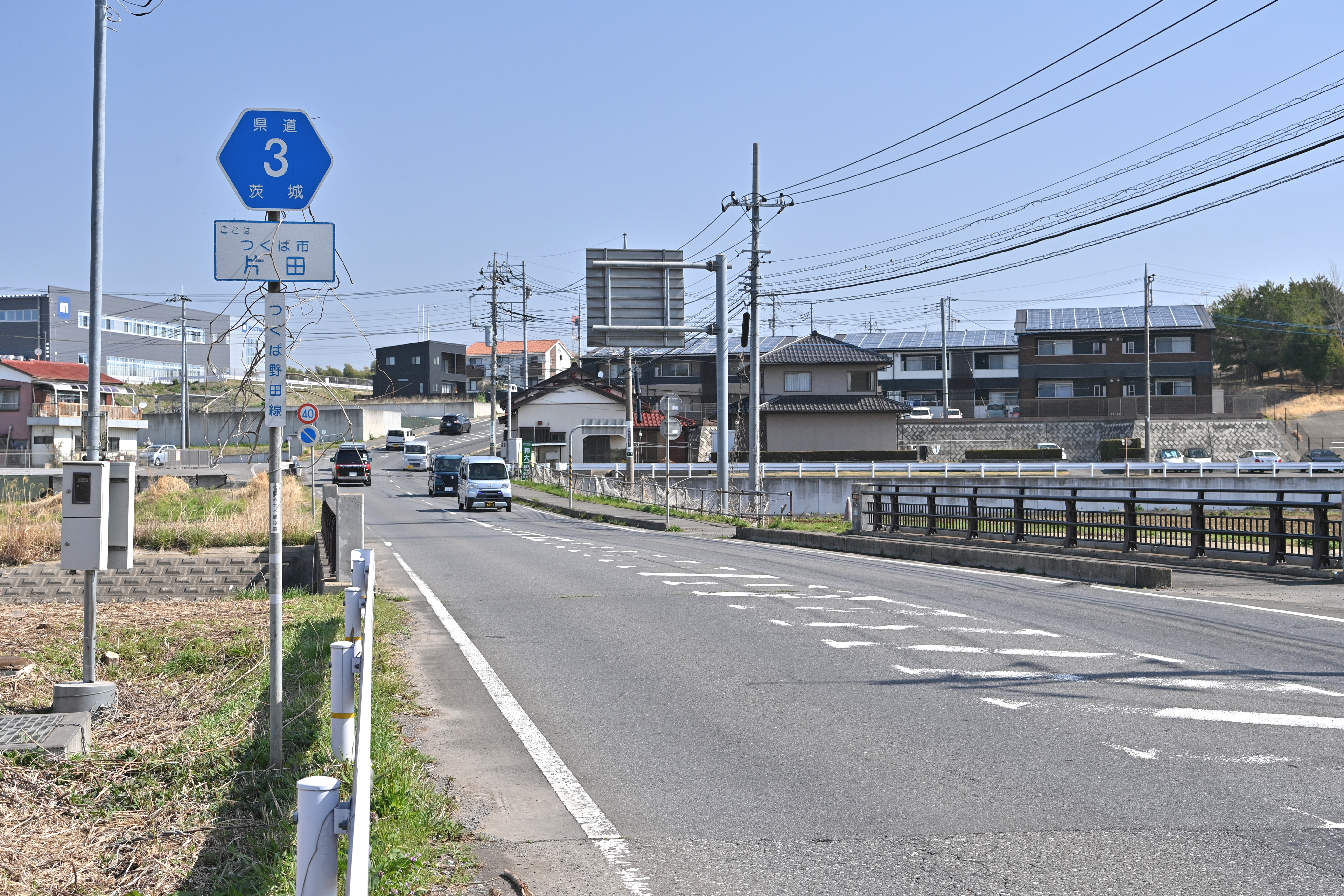
つくば市片田（2024年3月）

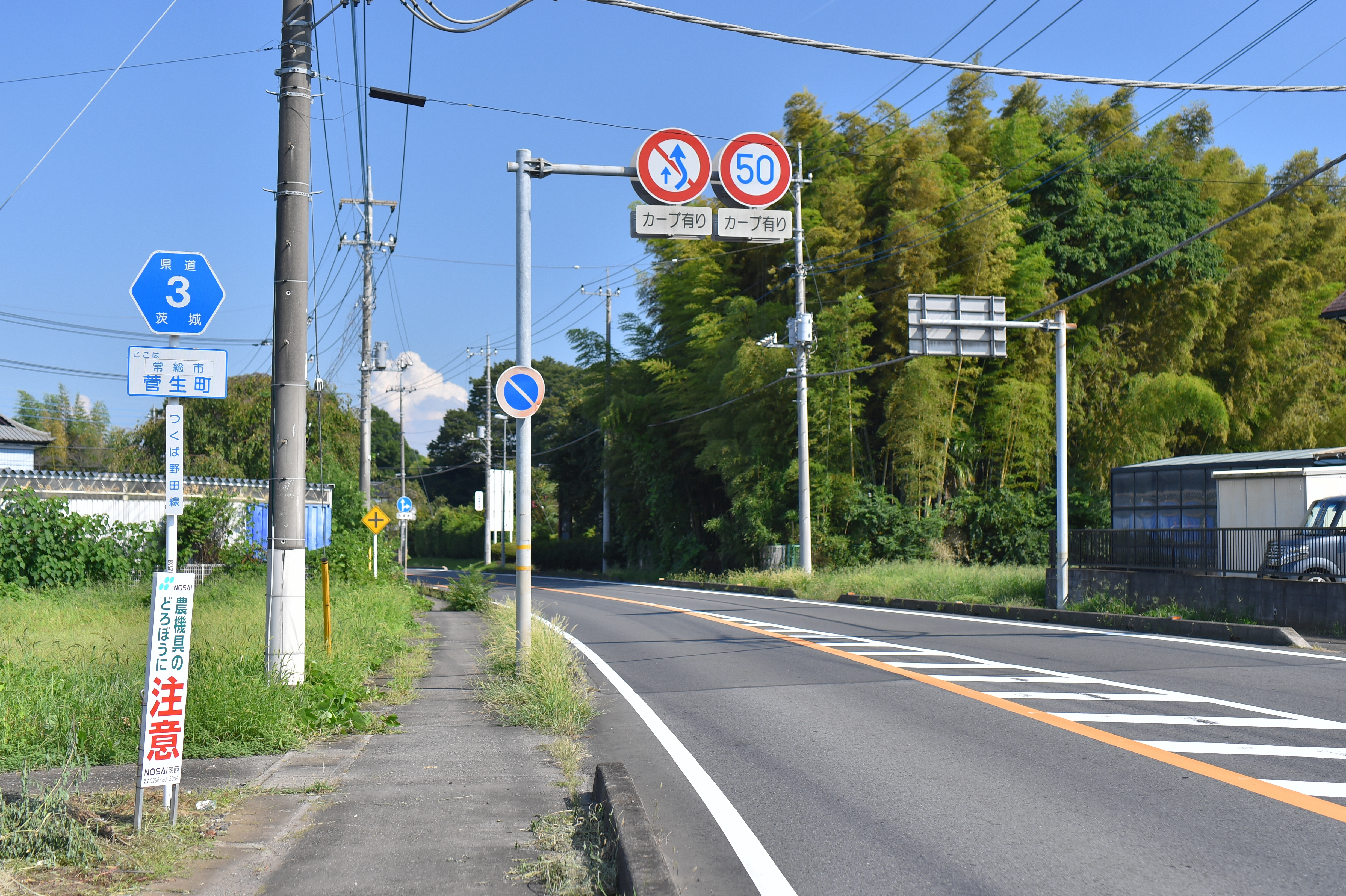
常総市菅生町（2024年9月）

### 通過する自治体
- 茨城県
  - つくば市
  - つくばみらい市
  - 常総市
  - 坂東市
- 千葉県
  - 野田市

### 交差する道路
- 茨城県
  - 国道354号（起点・つくば市谷田部：福田坪交差点）
  - 茨城県道210号谷田部藤代線（つくば市谷田部：不動前交差点）
  - 茨城県道19号取手つくば線（つくば市みどりの東）
  - 茨城県道211号高岡藤代線（つくば市片田/つくばみらい市高岡：高岡交差点）
  - 茨城県道127号谷田部小張線（つくばみらい市小張/紫峰ヶ岡/陽光台）
  - 茨城県道355号東楢戸真瀬線（つくば市紫峯ヶ岡）
  - 茨城県道130号常総取手線（つくばみらい市西丸山/古川：古川交差点）
  - 国道294号（つくばみらい市小絹：小絹東交差点）
  - 茨城県道329号小山菅生小絹停車場線（つくばみらい市小絹：小絹東交差点～坂東市矢作：矢作交差点）
  - 茨城県道58号取手豊岡線（常総市菅生町：菅生南交差点）
  - 茨城県道252号坂東菅生線（常総市菅生町：原入口交差点）
  - 茨城県道20号結城坂東線・茨城県道329号小山菅生小絹停車場線（坂東市矢作：矢作交差点）
- 千葉県
  - 千葉県道7号我孫子関宿線（野田市目吹：目吹交差点）
  - 国道16号（野田市柳沢：柳沢交差点）
  - 千葉県道17号結城野田線（野田市野田：愛宕神社前交差点）
  - 千葉県道19号越谷野田線、千葉県道80号野田岩槻線（重複）（終点・野田橋下交差点）

### 沿線の主な施設
- 茨城県
  - つくば市役所谷田部窓口センター
  - 五角堂
  - つくば工科高等学校
  - 常陽カントリー倶楽部
  - 茨城ゴルフ倶楽部
  - つくばエクスプレス みらい平駅
  - 関東鉄道常総線 小絹駅
  - 内守谷工業団地
  - 常総カントリー倶楽部

- 千葉県
  - 岡田病院
  - 東武野田線 愛宕駅